# Буруян, Анатолий Иванович
Анатолий Иванович Буруян (род. 16 апреля 1991 года, Данчены, Молдова) — молдавский  борец вольного стиля. Многократный чемпион Республики Молдова. Чемпион Европы среди юниоров 2010, многократный призёр чемпионатов мира и Европы среди юниоров. Мастер спорта Республики Молдова международного класса.

## Спортивная карьера
Анатолий начал свою карьеру на международной арене в 2006 году, где он выиграл бронзовую медаль на первенстве Европы среди кадетов (до 17 лет) в весовой категории до 42 кг. В 2009 году на первенстве мира среди юниоров (до 20 лет) он стал третьим., а на первенстве Европы среди юниоров 2009 года стал финалистом. В 2010 выиграл свой первый международный титул чемпиона Европы среди юниоров в Болгарии в весовой категории до 50 кг. После триумфа на первенстве Европы, он выиграл бронзовую медаль первенства мира среди юниоров в Венгрии. Годом позже, Анатолий повторяет свой успех на первенстве мира среди юниоров и становится третьим. В 2012 году стал финалистом мемориала Ладислау Шимон в Румынии. В 2019 году на мемориале Дейва Шульца в США он становится победителем в весовой категории до 57 кг, в 2020 году на кубке Украины стал третьим. Участник гран-при Иван Ярыгин 2020 в Красноярске (Россия), так же участник чемпионатов мира (2015, 2017, 2019) и Европы (2020, 2021, 2022, 2023).

## Спортивные достижения
- 2010 Первенство Европы среди юниоров — ;
- 2009 Первенство Европы среди юниоров — ;
- 2009, 2010, 2011 Первенство мира среди юниоров — ;
- 2012 Мемориал Шимона Ладислау— ;
- 2019 Мемориал Дэйва Шульца — ;
- 2019 Чемпионат Молдовы — ;
- 2020 Кубок Украины — ;